# Lenguas coconucas
Las lenguas coconucas, namtrik o guambianas son un conjunto de lenguas indígenas del sur de Colombia que engloban al guambiano, el totoró en peligro de extinción y el extinto coconuco, que forman un subgrupo de la rama septentrional de la familia lingüística barbacoana.
El extinto idioma pasto podría haber sido también una barbacoana muy relacionada con el awá, pero debido a la escasez de documentación no puede asegurarse con certeza la cercanía. El parentesco de las lenguas coconucanas fue correctamente identificado por primera vez por Brinton (1891), aunque posteriormente se consideró erróneamente que estaba emparentado con las lenguas paez y se consideró que junto con estas formaba una familia. Este error se debió a que una lista de vocabulario de origen desconocido que supuestamente contenía palabras del "moguex" o guambiano, incluía erróneamente una mezcla de palabras guambianas y paez.